# بريت هاوس
بريت هاوس (بالإنجليزية: Britt Hawes)‏ هي متزحلقة حرة نيوزيلندية، ولدت في 13 مارس 1990.

## وصلات خارجية
- بريت هاوس على موقع الاتحاد الدولي للتزلج (التزلج الحر) (الإنجليزية)
- بريت هاوس على موقع أوليمبيديا (الإنجليزية)
- بريت هاوس على موقع اللجنة الأولمبية النيوزيلندية (الإنجليزية)